# 樊家川镇
樊家川镇，是中华人民共和国甘肃省庆阳市环县下辖的一个乡镇级行政单位。
2015年，甘肃省民政厅批复同意撤销樊家川乡，设立樊家川镇。

## 行政区划
樊家川镇下辖以下地区：
长城村、樊家川村、郝集村、李崾岘村、马骏滩村、马驿沟村、慕家河村和闫原村。